# Dusona brevisocrea
Dusona brevisocrea är en stekelart som beskrevs av Gupta 1977. Dusona brevisocrea ingår i släktet Dusona och familjen brokparasitsteklar. Inga underarter finns listade i Catalogue of Life.